# 금오초등학교 (경기)
금오초등학교는 대한민국 경기도 의정부시에 있는 공립 초등학교이다.

## 학교 연혁
- 1963. 12. 20 금오국민학교 설립인가
- 1964. 03. 20 금오국민학교 개교
- 1965. 02. 19 제1회 졸업식(106명)
- 1990. 10. 15 별관교실 6실 완공
- 1991. 05. 27 별관교실 6실 완공
- 1991. 06. 24 별관교실 14실 완공
- 1991. 10. 23 체육관(보람관) 준공
- 1996. 03. 01 초등학교로 명칭 변경
- 1997. 03. 01 급식학교로 지정
- 1997. 04. 01 본관 개축 및 급식실 준공
- 1997. 05. 06 아동 급식 실시
- 2000. 03. 01 도지정 열린교육 시범학교 운영
- 2001. 12. 01 본관 4층 증축 및 냉난방공사 완료
- 2004. 11. 04 시지정 예절 교육시범학교 보고회
- 2005. 02. 15 제41회 졸업식(237명)
- 2005. 03. 02 31(1) 학급 편성, 유치원 2학급 편성
- 2005. 03. 20 6-7반 증설, 32학급 편성
- 2006. 02. 18 제42회 졸업식(273명)
- 2006. 03. 01 30(1) 학급 편성
- 2007. 02. 15 제43회 졸업식(221명)
- 2007. 03. 01 29(1) 학급 편성
- 2007. 09. 01 제16대 김선배 교장 취임
- 2008. 02. 16 제44회 졸업식(203명)
- 2008. 03. 01 27(1) 학급 편성, 유치원 2학급 편성
- 2009. 02. 13 제45회 졸업식(220명)
- 2009. 03. 01 유치원 3학급 편성
- 2010. 11. 01 제46회 졸업식(117명) 총 9,295명
- 2010. 02. 16 해오름관 준공
- 2010. 03. 01 제17대 이수명 교장 취임
- 2010. 03. 01 25(1) 학급 편성 , 유치원 3학급 편성
- 2010. 10. 01 제18대 신언자 교장 취임
- 2011. 02. 14 제47회 졸업식(141명) 총 9436명
- 2011. 03. 01 22(2)학급 편성, 유치원(3)학급 편성
- 2012. 02. 14 제48회 졸업식(147명) 총 9583명
- 2012. 03. 01 일반(21), 특수(2), 유치원(3)학급 편성
- 2013. 02. 15 제49회 졸업식(졸업생수:141명, 총졸업생수:9724명)
- 2013. 03. 01 제19대 이준숙 교장 취임
- 2014. 02. 14 제50회 졸업식(졸업생수 123명, 총 졸업생수: 9846명)
- 2014. 03. 01 일반(19), 특수(2), 유치원 (2)학급편성